# Tasograt
Tasograt (en árabe: تزوراخث‎, en francés: Tazouraght) es una localidad marroquí perteneciente al municipio de Nékor, en la región de Tánger-Tetuán-Alhucemas. Desde 1912 hasta 1956 perteneció a la zona norte del Protectorado español de Marruecos.